# Associação de Futebol das Ilhas Turcas e Caicos
A Associação de Futebol das Ilhas Turcas e Caicos (em inglês: Turks & Caicos Islands Football Association, ou TCIFA) é o órgão dirigente do futebol nas Ilhas Turcas e Caicos. Ela é a responsável pela organização dos campeonatos disputados no país, bem como da Seleção Nacional.